# Artist's impression

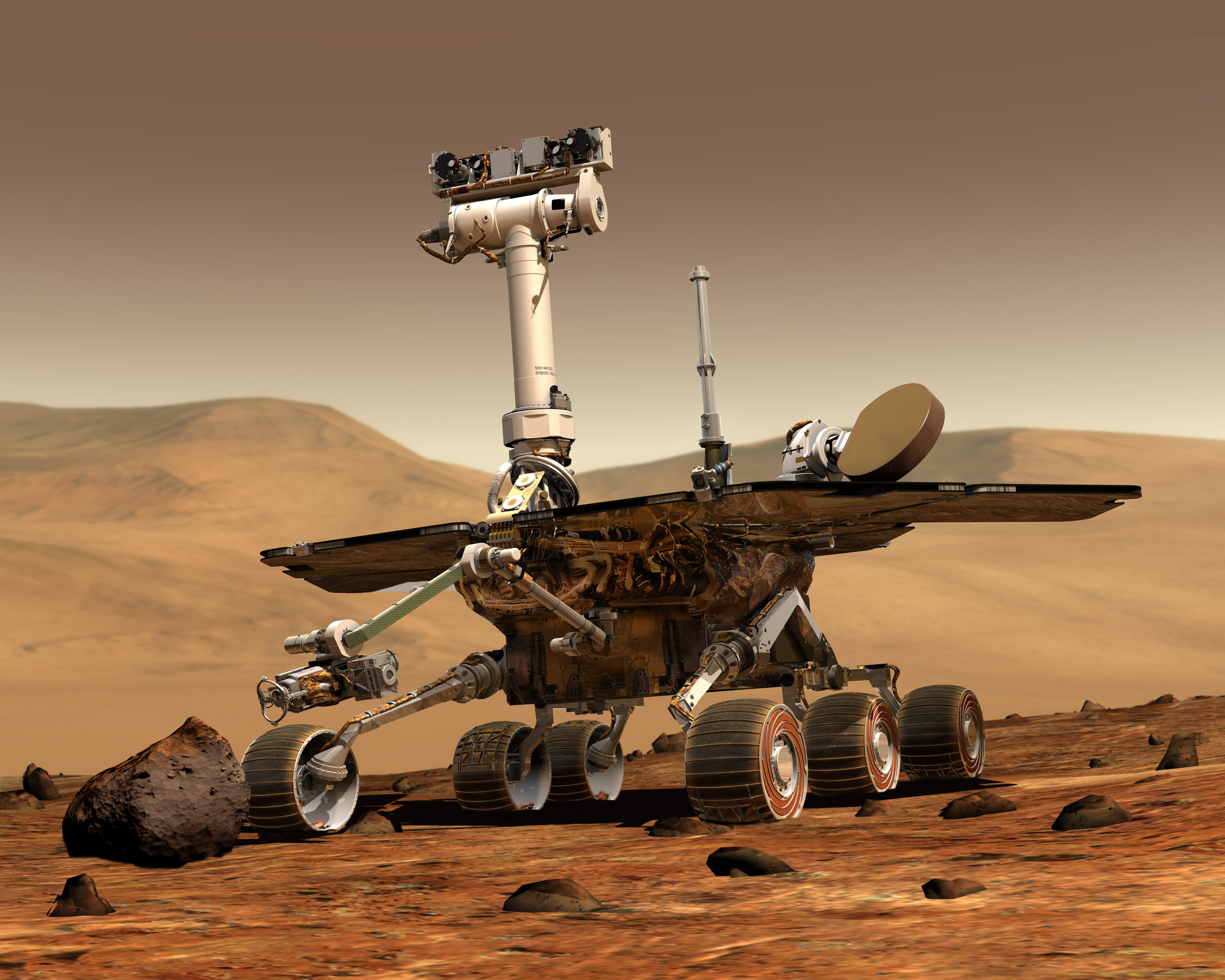
Een artist's impression van een Mars Exploration Rover, een onbemand voertuig dat op de planeet Mars rondrijdt.

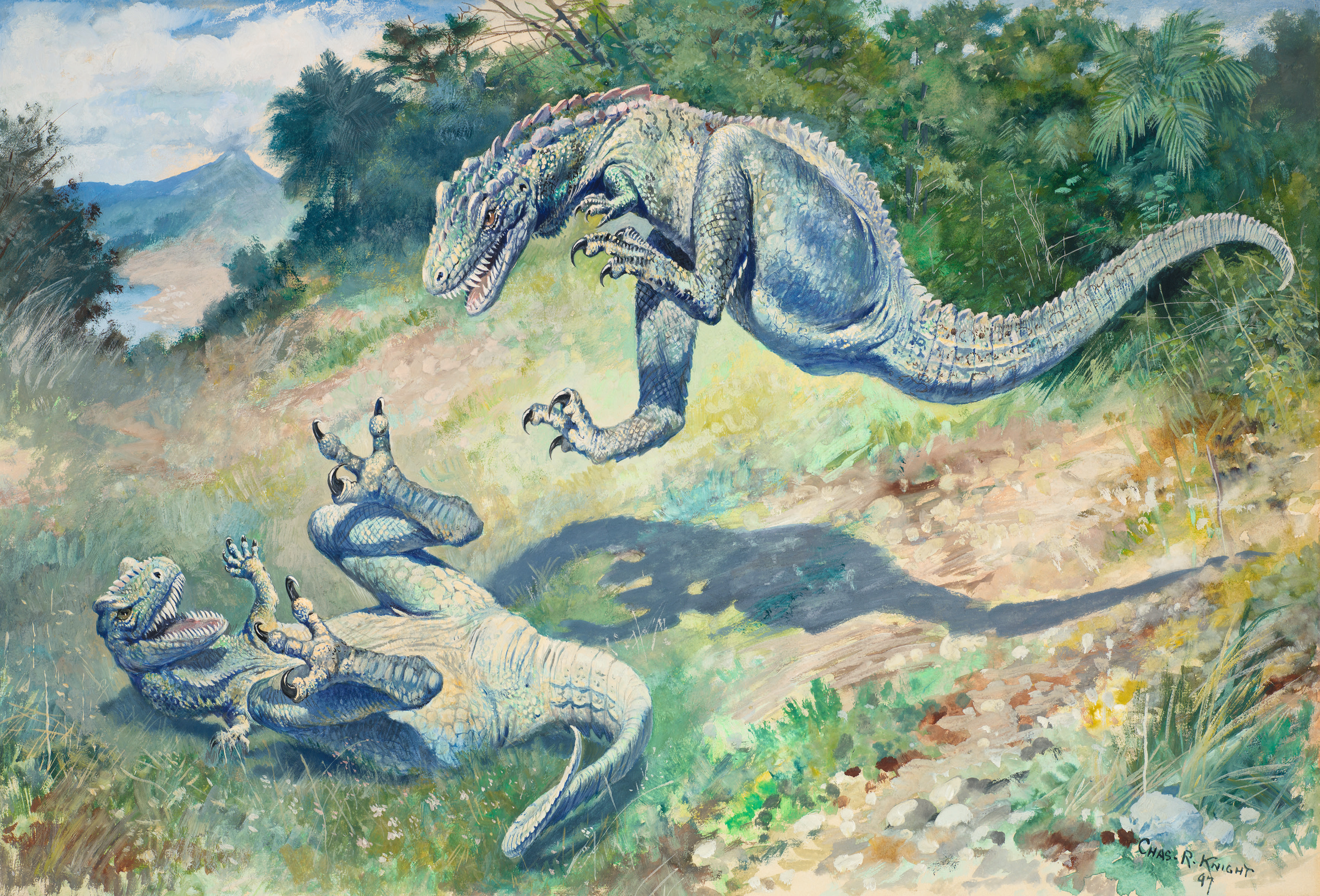
Een 19e-eeuwse artist's impression van twee dinosauriërs uit het geslacht Dryptosaurus

Artist's impression van een accretieschijf bij een zwart gat

Een artist's impression of artistieke impressie is een afbeelding, filmpje of model om een object of situatie af te beelden waarvan geen fotografische afbeelding bestaat, bijvoorbeeld voor toekomstige gebeurtenissen of situaties. Met het werk maakt een vormgever/kunstenaar inzichtelijk hoe iets eruit kan hebben gezien of eruit zal komen te zien. Door de visueel realistische voorstelling kan het publiek een betere indruk krijgen van het onderwerp.
In wetenschap en techniek wordt de term gebruikt om een grafische voorstelling aan te duiden van een constructie die nog niet vervaardigd is of van een verschijnsel dat nog niet waargenomen is of niet visueel waargenomen kan worden. Bij kunstwerken uit de civiele techniek of de bouwkunde spreekt men vaak van een architectural rendering. 
Ook in de artistieke kunst wordt er gesproken van artist's impression.